# 2009年ビクトリア州森林火災

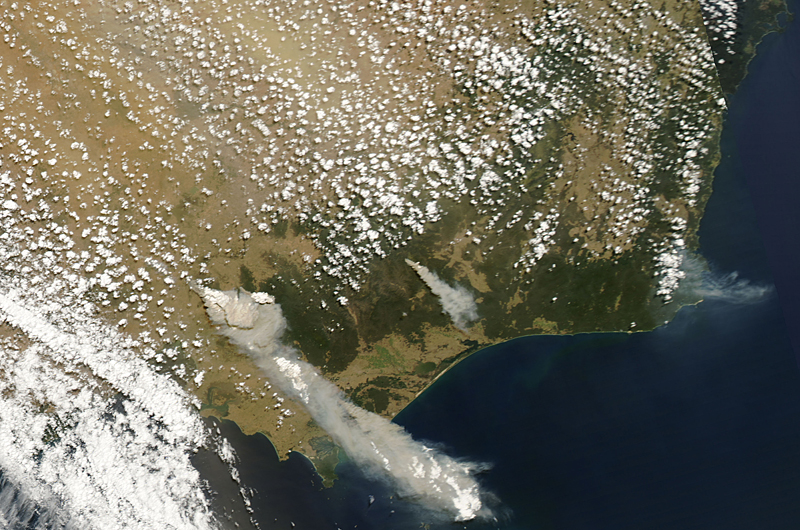
人工衛星アクアから撮影されたビクトリア州（2009年2月7日）

2009年ビクトリア州森林火災（2009ねんビクトリアしゅうしんりんかさい）は、2009年2月7日から3月14日にかけて、オーストラリア・ビクトリア州を中心に同時多発的に発生した大規模な山火事である。
この火災では、4,500km²以上が焼失し、173人が死亡、400人以上が負傷した。現地では、Black Saturday bushfires（暗黒の土曜日）とも呼ばれる。

## 概要
火災発生直前のビクトリア州は、極度の少雨と高温により非常に乾燥した状態となっていた。
そこに発生した火災（落雷や放火が原因とも言われるが詳細は不明）は、折からの強風にあおられ瞬く間に延焼、1000棟を超える住宅が焼失した。
オーストラリアでは、1983年にも73人が死亡する大規模な森林火災が発生している（1983年オーストラリア森林火災）が、2009年の被害はこれを上回った。

## ギャラリー

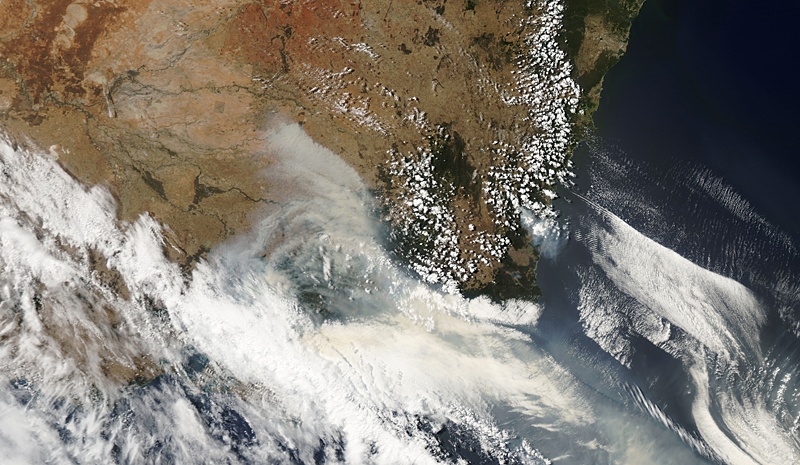
2月8日には急速に範囲が拡大している。
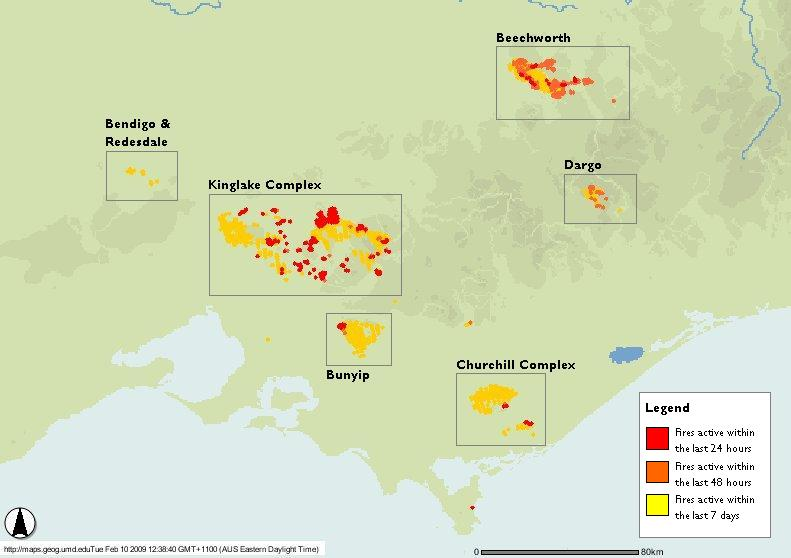
10日時点での火点。
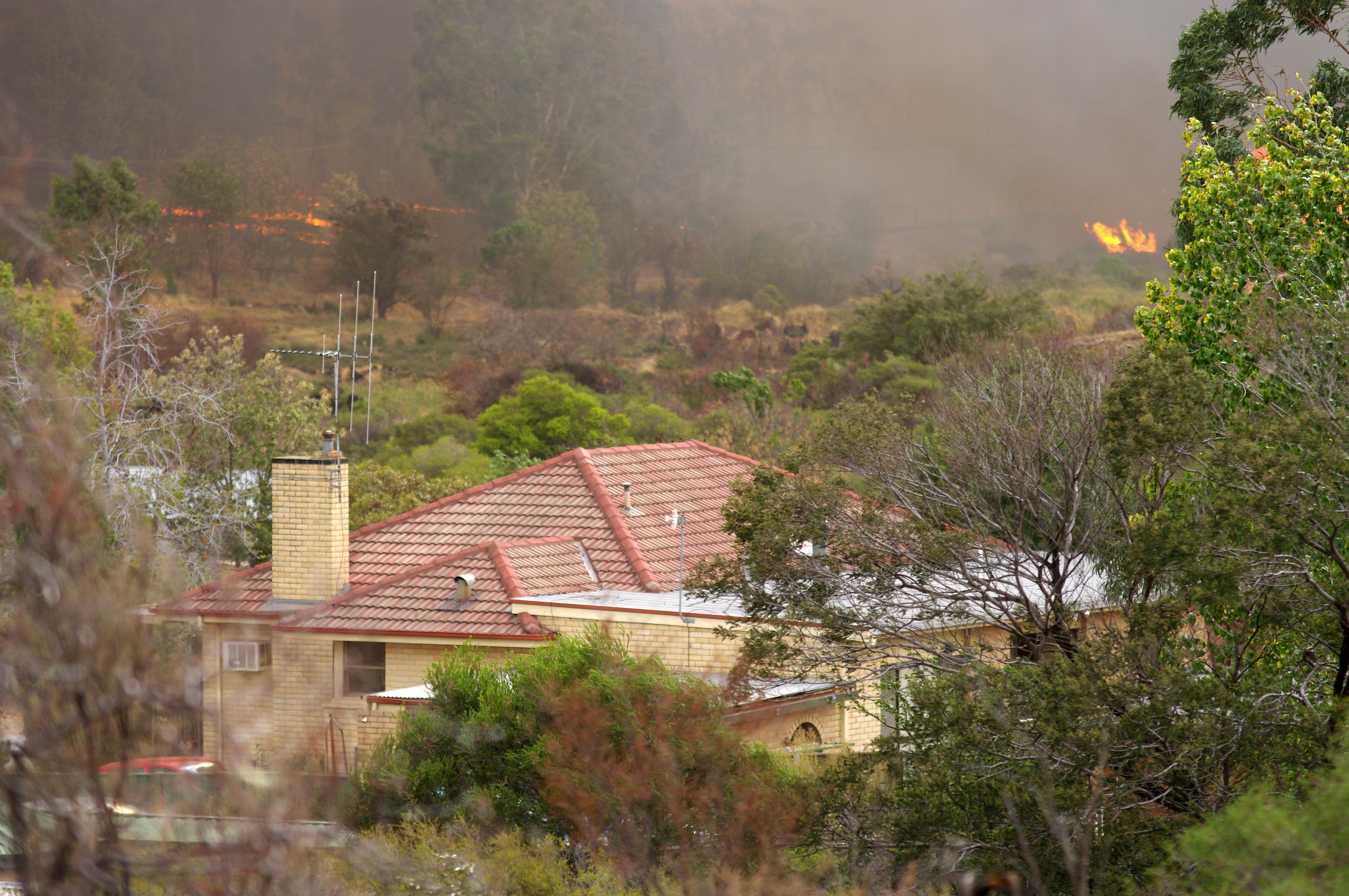
住宅に迫る火災（ビクトリア州ベンディゴ・2月7日）